# 埃斯康 (洛特省)
埃斯康（法語：Escamps，法語發音：[ɛskɑ̃]）是法国洛特省的一个市镇，属于卡奥尔区。

## 地理
埃斯康（44°22'0"N, 1°38'2"E）面积12.11 平方千米，位于法国奧克西塔尼大區洛特省，该省份为法国西南部内陆省份，北起顺时针与科雷兹省、康塔爾省、阿韦龙省、塔恩-加龙省、洛特-加龍省和多尔多涅省接壤。
与埃斯康接壤的市镇（或旧市镇、城区）包括：圣西尔克拉波皮、巴克、孔科特、克朗普、拉尔邦克、韦拉特。

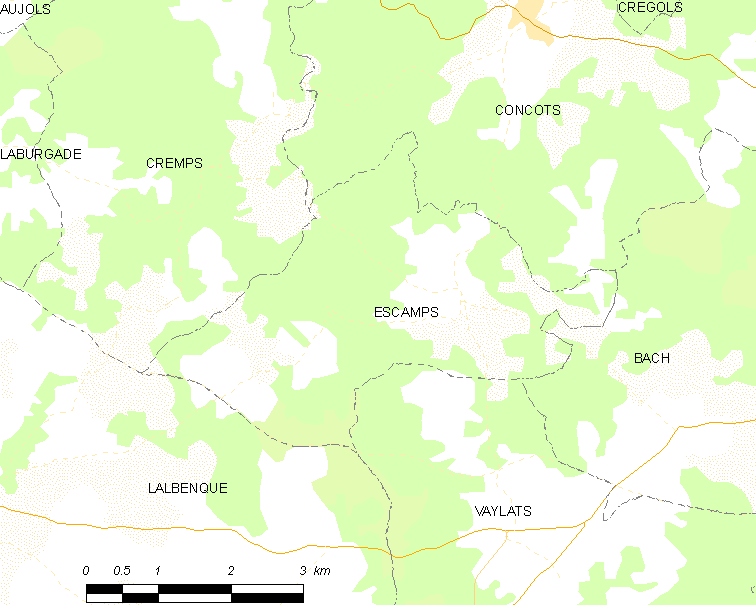
的OSM定位图

埃斯康的时区为UTC+01:00、UTC+02:00（夏令时）。

## 行政
埃斯康的邮政编码为46230，INSEE市镇编码为46091。

## 政治
埃斯康所属的省级选区为南凯尔西边区县。

## 人口

1962-2008年间人口变化图示

埃斯康于2022年1月1日时的人口数量为209人。